# Ipomoea cubensis
Ipomoea cubensis là một loài thực vật có hoa trong họ Bìm bìm. Loài này được (House) Urb. mô tả khoa học đầu tiên năm 1925.